# Eduard Popp
Eduard Popp (ur. 16 czerwca 1991 roku) – niemiecki zapaśnik walczący w stylu klasycznym. Dwukrotny olimpijczyk. Zajął piąte miejsce w Rio de Janeiro 2016 w kategorii 130 kg i ósme w Tokio 2020 w kategorii 130 kg.
Piąty na mistrzostwach świata w 2014, 2018 i 2019. Brązowy medalista mistrzostw Europy w 2021 i piąty w 2016. Ósmy na igrzyskach europejskich w 2015. Siódmy na igrzyskach wojskowych w 2019. Wicemistrz świata wojskowych w 2016. Ósmy w indywidualnym Pucharze Świata w 2020. Piąty w Pucharze Świata w 2017 i siódmy w 2015. Trzeci na MŚ juniorów w 2010 i na ME juniorów w 2009 roku.
Mistrz Niemiec w 2013, 2014, 2015 i 2019, a trzeci w 2012 roku.